# فيفيان سميث
فيفيان سميث (بالإنجليزية: Vivian Smith)‏ هو شاعر أسترالي، ولد في 3 يونيو 1933 في هوبارت في أستراليا.